# Gilberte Montavon
Gilberte Montavon de Courgenay (Courgenay, 20 de marzo de 1896 - Zúrich, 2 de mayo de 1957) fue una camarera suiza que se convirtió en un símbolo nacional de defensa espiritual nacional durante la Primera Guerra Mundial y la Segunda Guerra Mundial. Entretenía a las tropas del Ejército Suizo en el Hôtel de Gare de Courgenay, propiedad de su familia, y se hizo popular entre los soldados. En 1917, el compositor y folclorista Hanns In der Gand dio un concierto en el hotel e interpretó su nueva canción La petite Gilberte, escrita sobre Montavon. La canción fue adoptada por el ejército para levantar la moral durante toda la guerra. Montavon inspiró a Rudolph Bolo Mäglin la novela de 1939 Gilberte de Courgenay y su obra teatral del mismo nombre. Dos películas, Marguerite et les soldates de August Kern en 1940 y Gilberte de Courgenay de Franz Schnyder en 1941, se basaron en su vida.

## Biografía
Montavon nació el 20 de marzo de 1896 en Courgenay, hija de Gustave Montavon, relojero y hotelero, y de Lucine Laville. Nació en el primer piso de la casa familiar de Fontaine-Allée. Tenía dos hermanas mayores, Fernande y Camille, y dos hermanos menores, Gustave y Paul.
Montavon fue enviada a un internado en la Suiza-alemana, donde se hablaba alemán, para su educación. En 1914, Montavon regresó de la escuela, debido a la guerra, y comenzó a trabajar como camarera en el hotel de sus padres, el Hôtel de Gare.

## Símbolo nacional

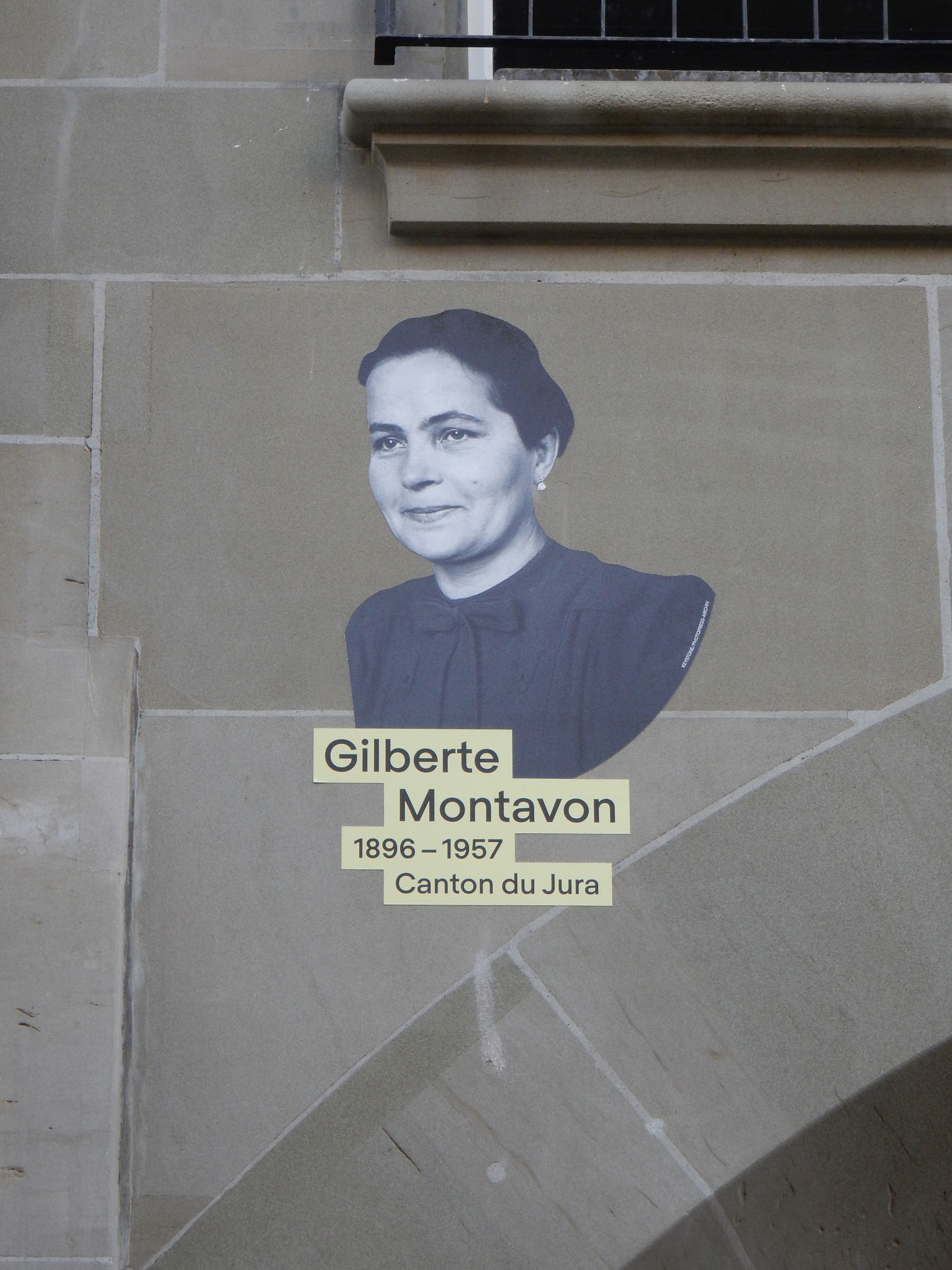
Pintura de Montavon en el lateral de un edificio

Durante la Primera Guerra Mundial, entretuvo a los soldados del ejército suizo destinados en Ajoie, entre los que había muchos suizo-alemanes. Hablaba con fluidez el suizo-francés y el suizo-alemán, y servía de traductora entre las tropas germanoparlantes y los funcionarios municipales francófonos. También reparaba uniformes y tocaba el piano para los soldados que visitaban el hotel.

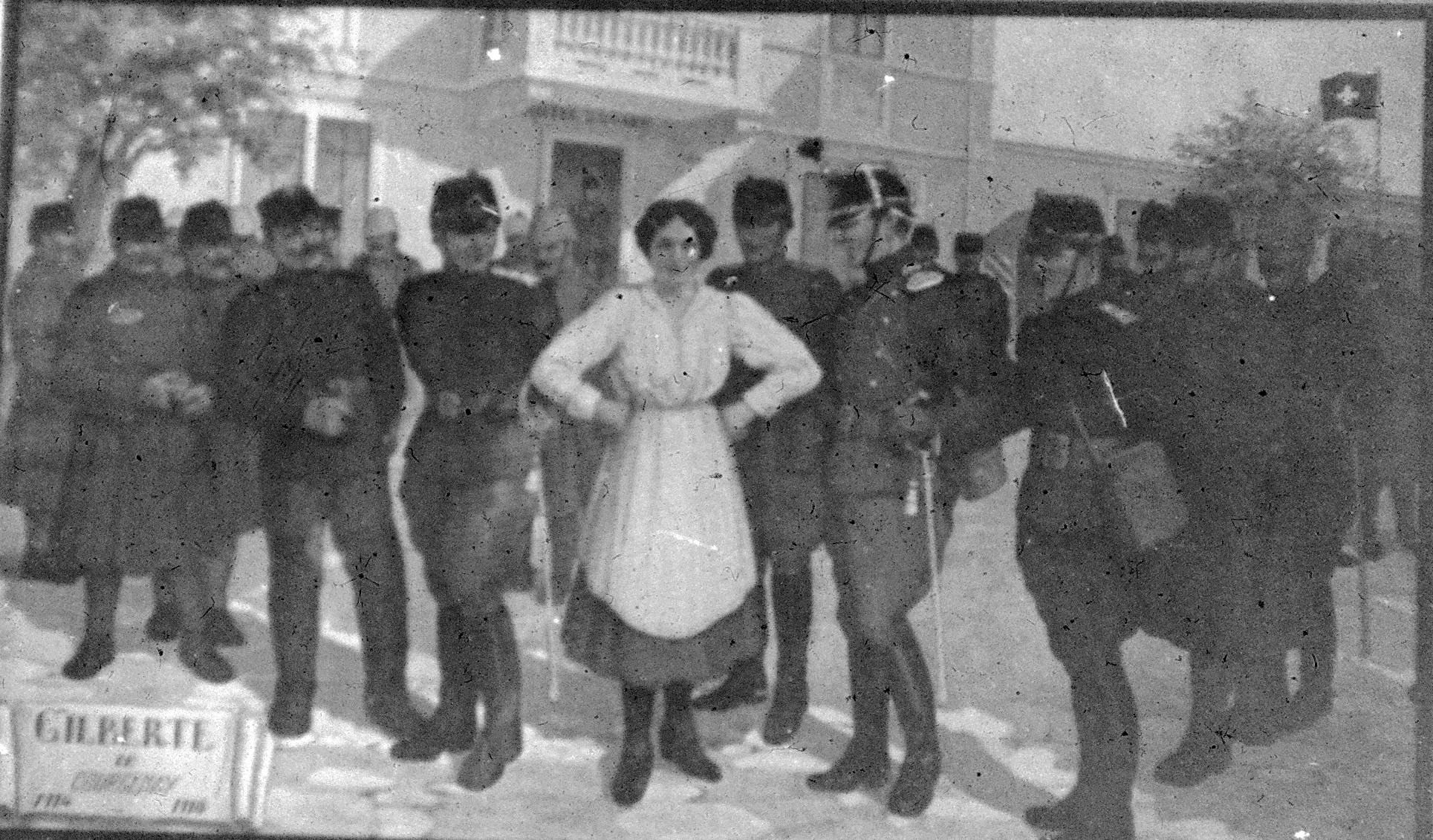
El cuadro de 1949 Gilberte de Courgenay

En 1915, el compositor y folclorista Hanns In der Gand visitó Courgenay para recopilar canciones populares para transmitir a las tropas. El 11 de octubre de 1917, In der Gand dio un concierto en el Hôtel de Gare donde interpretó su canción sobre Montavon titulada Le petite Gilberte de Courgenay en alemán y francés.  La canción fue adoptada por el ejército suizo para levantar la moral durante la guerra.
En 1939, Rudolph Bolo Mäglin escribió una novela basada en Montavon, titulada Gilberte de Courgenay, y una obra de teatro del mismo nombre que se representó en el Schauspielhaus Zürich y en Basilea.  En 1940, August Kern produjo la película Marguerite et les soldates, basada libremente en Montavon. En 1941, el cineasta Franz Schnyder rodó una película, Gilberte de Courgenay, basada en la novela de Mäglin, en la que fue interpretada por Anne-Marie Blanc.

## Vida personal

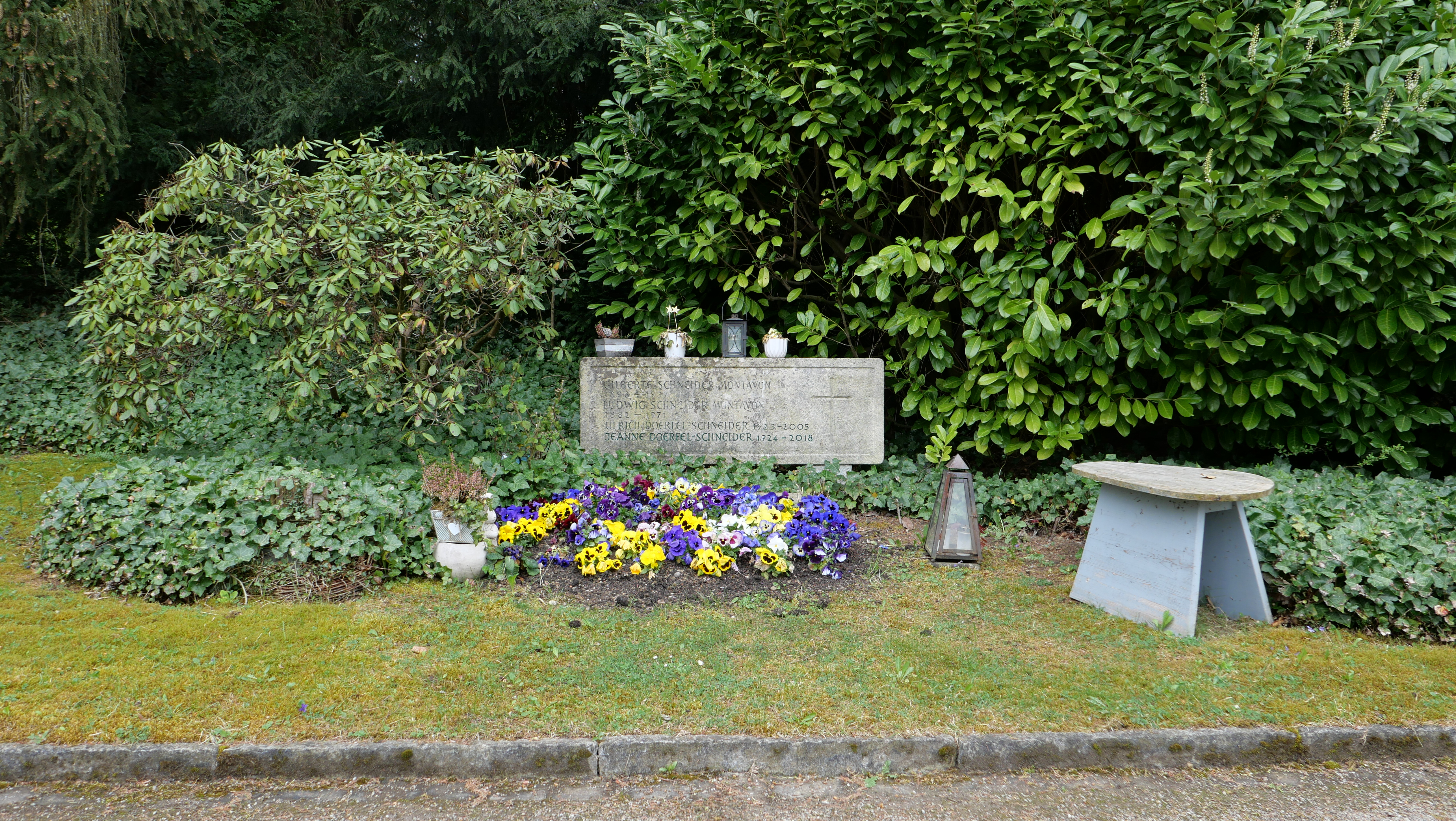
La tumba de Montavon en Zúrich

En 1923, Montavon se casó con Louis Schneider, un hombre de negocios de St. Gallen, en una ceremonia católica en la abadía de Mariastein, en Metzerlen-Mariastein. La pareja se trasladó a Zúrich, donde vivieron en Bergstrasse 122. Gilberte dio a luz a una hija, Jeanne. La familia se trasladó a otra casa, situada en Bionstrasse 10, donde se establecieron definitivamente.

## Muerte y legado
Montavon falleció en Zúrich el 2 de mayo de 1957 y fue enterrado en el Friedhof Nordheim.
Una calle y una estación de autobuses de Courgenay llevan su nombre. En 1995, la cineasta Jacqueline Veuve dedicó a Montavon un episodio de su serie de televisión Ma rue histoire.